# Agnewak
Agnewak è una delle zone amministrative in cui è suddivisa la Regione di Gambella in Etiopia.

## Woreda
La zona è composta da 7 woreda:
1. Abodo
2. Dima
3. Gambela National Park
4. Gambela town
5. Gambela Zuria
6. Gog
7. Jore